# Cornwall County Football Association
La Cornwall County Football Association, meglio conosciuta come Cornwall FA, è l'ente che controlla il calcio nella contea della Cornovaglia in Inghilterra. Fondata nel 1889, lo scopo dell'associazione è quello di promuovere e sviluppare il calcio in tutta la contea.

## Storia
La Cornwall County Football Association fu fondata il 18 settembre 1889, durante un meeting al "Royal Hotel" a Truro.
Con più di trecento squadre giovanili, l'associazione si dedica principalmente al calcio giovanile. Molti tornei organizzati dalla stessa associazione, promuovono infatti anche il calcio giovanile. I colori sociali della contea sono il nero e l'oro vecchio.

## Selezione di calcio della Cornovaglia
L'associazione possiede anche una propria rappresentativa per le partite internazionali, così come tutte le altre contee. La sua prima partita la disputata il 26 settembre 1953 con il Trinidad e Tobago (che era in tour in Gran Bretagna), e persero 3-6. Poi, successivamente, sfidò molte volte Guernsey e Jersey. La contea è affiliata alla FA, e pertanto non è riconosciuta a livello internazionale. La Cornovaglia ha vinto solo due volte nella sua storia: l'11ottobre 2003 contro il Jersey per 1 a 0 e il 16 luglio 2023 (in occasione delle qualificazioni per la Coppa del mondo CONIFA 2024) contro la Lapponia per 2 a 1.
| Data              | Luogo     | Avversario        | Risultato |
| ----------------- | --------- | ----------------- | --------- |
| 26 settembre 1953 | Casa      | Trinidad e Tobago | 3-6       |
| 30 settembre 1953 | Casa      | Trinidad e Tobago | 2-4       |
| 3 ottobre 1953    | Casa      | Trinidad e Tobago | 1-1       |
| 21 novembre 1998  | Trasferta | Guernsey          | 6-1       |
| 20 febbraio 2000  | Casa      | Guernsey          | 1-2       |
| 26 ottobre 2002   | Trasferta | Jersey            | 3-0       |
| 11 ottobre 2003   | Casa      | Jersey            | 1-0       |
| 16 ottobre 2004   | Trasferta | Jersey            | 4-1       |
| 15 ottobre 2005   | Casa      | Jersey            | 2-2       |
| 24 marzo 2007     | Casa      | Guernsey          | 1-1       |
| 16 luglio 2023    | Casa      | Lapponia          | 2-1       |

## Leghe affiliate

### Men's Saturday Leagues
- South West Peninsula League**
- Cornwall Combination League**
- Duchy League**
- East Cornwall League**
- Trelawny League**

Nota: **Fa parte della struttura inglese.

### Leghe femminili
- Cornwall Women's Football League, su football.mitoo.co.uk.
- Cornwall Girls League, su full-time.thefa.com (archiviato dall'url originale il 23 marzo 2012).

### Men's Sunday Leagues
- Cornwall Sunday League, su leaguewebsite.co.uk.
- West Cornwall Sunday League, su football.mitoo.co.uk.

### Leghe giovanili
- Kernow Youth League, su kernowleague.com.
- East Cornwall Youth League, su kernowleague.com.

### Altre leghe
- Cornwall Ability Counts League, su full-time.thefa.com (archiviato dall'url originale il 17 luglio 2011).
- Cornwall Veterans League, su football.mitoo.co.uk.

### Piccole leghe bifacciale
- Carn Brea 5 a side League
- Cornwall 6 a side – St Austell
- Penryn Football Development Centre – 5-a-side league
- Soccer Nights – adult men's leagues in the Truro, Camborne, Penzance & Bodmin areas

### Leghe futsal (calcio a 5)
- Futsal League – Cornwall College Camborne
- Futsal League – St Austell's Polkyth Leisure Centre
- Futsal League – Torpoint & Rame Community Sports Centre

## Leghe defunte
Un certo numero di leghe che sono stati affiliate alla Cornwall County FA si sono sciolte o si sono fuse con altre leghe tra cui:
- Bodmin and District League
- Falmouth & Helston League (si fuse con la Mining League nel 2011 per formare la Trelawny League)
- Launceston and District League
- Mining League (si fuse con la Falmouth & Helston League nel 2011 per formare la Trelawny League)
- West Penwith League
- Amor Shield

## Membri della Cornwall County Football Association
- Biscovey
- Bodmin Town
- Bude Town
- Callington Town
- Camelford
- Dobwalls
- Edgcumbe
- Falmouth Town
- Foxhole Stars
- Godolphin Atlantic

- Hayle
- Helston Athletic
- Holmans Sports Club
- Illogan RBL
- Lanreath
- Launceston
- Liskeard Athletic
- Ludgvan
- Millbrook
- Morwenstow
- Mousehole

- Mullion
- Nanpean Rovers
- Newquay
- Penryn Athletic
- Penzance
- Perranporth
- Perranwell
- Polperro
- Porthleven
- Portreath

- Probus
- RNAS Culdrose
- Roche
- Saltash United
- Sticker
- St Agnes
- St Austell
- St Blazey
- St Columb Major
- St Day
- St Dennis

- St Dominick
- St Ives Town
- St Just
- St Stephen
- St Stephens Borough
- Torpoint Athletic
- Troon
- Truro City
- Wadebridge Town
- Wendron United

## Competizioni

### Coppe
| Competizione          | Vincitore 2013-2014       |
| --------------------- | ------------------------- |
| Cornwall Senior Cup   | A.F.C. St Austell         |
| Cornwall Junior Cup   | Helston Athletic Reserves |
| Cornwall Charity Cup  | Callington Town           |
| Cornwall Women's Cup  | ------                    |
| Cornwall Sunday Cup   | ------                    |
| Rathbone Trophy (U18) | Sticker AFC U18           |
| Luke Cup (U16)        | ------                    |

### Leghe
| Competizione            | Vincitore 2009-2010 |
| ----------------------- | ------------------- |
| Cornwall Combination    | Illogan RBL         |
| East Cornwall League    | Torpoint Athletic   |
| Falmouth Helston League | Pendeen Rovers      |
| Duchy League            | St Teath            |
| Mining League           | Illogan             |
| Cornwall Women's League | Charlestown         |
| Cornwall Sunday League  | St Blazey           |